# Max Steel: Morphos al potere
Max Steel: Morphos al potere (Max Steel: Maximum Morphos) è un film del 2015 pubblicato come sequel del lungometraggio Max Steel: l'alba di Morphos. Fa parte delle opere ispirate dalla serie televisiva Max Steel (2013), a sua volta creata dalla linea di action figure Max Steel.

## Trama
Mentre sta testando alcuni campioni nella sua villa, Dredd viene improvvisamente attaccato da Morphos, la creatura da lui stesso creata per distruggere Max Steel; questi rivela che è intenzionato a vendicarsi per aver tentato di distruggerlo (rimandando alle ultime scene del film Max Steel: l'alba di Morphos) e che vuole conquistare l'Universo per dimostrargli di essere molto meglio di lui; dopodiché lo imprigiona e effettua su di lui alcuni esperimenti, poiché ha bisogno di cavie umane per portare a termine il suo piano. 
Intanto Copper Canyon è attaccata da Toxon, un supercriminale che vuole rilasciare gas tossico sulla città; Max Steel interviene per fermarlo, ma nonostante l'iniziale successo, la battaglia sembra volgere al peggio quando Toxon attacca le persone con dei mostri di veleno. Tuttavia la città è salvata da Morphos, che sconfigge i mostri di veleno e fa atterrare la piattaforma del criminale, assorbendo i suoi poteri e arrestandolo; quando Max Steel chiede spiegazioni al mutante, questi afferma di voler fare ciò che lui non ne è in grado di fare: proteggere la città dai nemici. Morphos si rivela presto degno del suo nuovo compito e cattura vari criminali (tra cui Extroier e gli Elementor), assorbendo i loro poteri e sbattendoli in prigione; grazie a questa popolarità, Morphos viene eletto sindaco e acquista pieno potere sulla società scientifica di Copper Canyon. Max e Steel tuttavia non si fidano di lui e chiedono aiuto a Sidney dopo avergli rivelato la loro identità segreta (in realtà la ragazza sapeva già tutto, ma voleva che fosse Max a dirgli la verità); questa gli assicura che terrà d'occhio il nuovo sindaco. Poco dopo Steel riceve una chiamata di emergenza da Dredd, che gli chiede aiuto inviandogli le coordinate della sua posizione su una frequenza presente solo negli Ultralink; seguendole, Max e Steel raggiungono la casa di Dredd; li dopo aver combattuto con alcuni esseri simili a Morphos, liberano il criminale, ma vengono sorpresi dal mutante il quale dopo averli sconfitti entrambi con i suoi nuovi poteri sottratti ai supercriminali sconfitti, gli scatena contro la polizia, facendo passare Max Steel per un cattivo. Dopo essere sfuggiti agli agenti, Dredd convince Max Steel ad allearsi con lui e insieme raggiungono l'astronave di Jim e lì Dredd rivela il piano di Morphos: usare la torre della T.H.I. per scatenare un raggio mutante su tutto il pianeta per trasformare gli uomini in creature simili a lui e obbedienti solo a lui. Proprio in quel momento Morphos mette in funzione la torre e tutti gli abitanti della città si tramutano in mostri; anche Jim diventa un mutante, e Steel è costretto a intrappolarlo con un raggio ingabbiante; Dredd spiega di aver programmato il raggio mutante per non aver effetto su chi è stato vampirizzato da Morphos quindi Dredd e Max non si trasformano in mostri. Dopodiché un esercito di mutanti attacca la nave (poiché le menti dei mutanti sono connesse e i mostri avevano scoperto da Jim l'ubicazione della nave) e Dredd l'attiva per fuggire. Una volta al sicuro, Dredd illustra il suo piano: usare l'energia TURBO di Max Steel per invertire il raggio. Tuttavia dovranno prima affrontare Morphos, e per questo occorrono rinforzi; Max Steel non vede quindi altra scelta che reclutare i supercriminali della città (anche essi immuni al raggio di Morphos) e fa evadere dalla prigione Toxon, Extroier e gli Elementor, i quali accettano di aiutarlo per vendicarsi di Morphos; si forma così una piccola ribellione che attacca la città e concentra le sue forze su Morphos. Questi si dimostra ancora una volta un avversario tenace, ma unendo i loro poteri i ribelli lo sconfiggono; Max Steel vola allora sulla torre per invertire il raggio, ma un dispositivo di sicurezza lo respinge. Dopodiché Morphos si riprende e sfrutta tutti i poteri dei ribelli per sconfiggerli; Max e Steel allora decidono di usare la camera TURBO della nave di Jim per invertire il raggio. Aiutati da Dredd, utilizzano tutta l'energia Tachion della camera per potenziarsi e invertono gli effetti del raggio, ritrasformando i mostri in umani. Tuttavia Morphos è ancora vivo e i ribelli stanno avendo la peggio; tuttavia Max Steel interviene e attacca il mutante con la nuova modalità Eso forza e riesce così a distruggere la sua matrice, facendogli perdere la capacità di adattamento e, quindi, tutti i poteri. Morphos capisce che non è migliore di Dredd e, ormai privo di scopi, si fa catturare da quest'ultimo. La battaglia è finita e Toxon, Extroier e gli Elementor fuggono per non tornate in prigione. Dredd ringrazia Max Steel e afferma che lui è un vero eroe; dopodiché però cerca di rubare l'energia TURBO del supereroe, ma viene fermato da Jim e da Sidney, che lo stordiscono con delle pistole laser. Poco dopo Steel rileva un crimine in città (una rapina di Extroier alla banca) e Max Steel parte per una nuova avventura. Nella scena finale Dredd, ridestatosi, dà una pacca sulla spalla a Jim dicendogli che ha un figlio meraviglioso, e Jim risponde che lo sa e lo stordisce nuovamente con un colpo di pistola laser